# Krzynka (gromada)
Krzynka – dawna gromada, czyli najmniejsza jednostka podziału terytorialnego Polskiej Rzeczypospolitej Ludowej w latach 1954–1972.
Gromady, z gromadzkimi radami narodowymi (GRN) jako organami władzy najniższego stopnia na wsi, funkcjonowały od reformy reorganizującej administrację wiejską przeprowadzonej jesienią 1954 do momentu ich zniesienia z dniem 1 stycznia 1973, tym samym wypierając organizację gminną w latach 1954–1972.
Gromadę Krzynka z siedzibą GRN w Krzynce utworzono – jako jedną z 8759 gromad na obszarze Polski – w powiecie myśliborskim w woj. szczecińskim na mocy uchwały nr V/47/54 WRN w Szczecinie z dnia 5 października 1954. W skład jednostki weszły obszary dotychczasowych gromad Krzynka, Moczydło, Okunie i Płonno ze zniesionej gminy Barlinek oraz obszar dotychczasowej gromady Niesporowice ze zniesionej gminy Pełczyce w tymże powiecie. Dla gromady ustalono 10 członków gromadzkiej rady narodowej.
1 stycznia 1962 gromadę zniesiono, a jej obszar włączono do gromad Pełczyce (miejscowości Dolne, Golejewo, Kępiniec i Niesporowice) i Barlinek (miejscowości Płonno, Uklejka, Ogard, Pogorzela, Parsko, Błonie, Trzebinia, Krzynka, Poddębie, Prądno, Luśno, Chmieliniec, Okno, Moczydło, Sitno, Sucha i Okunie) w tymże powiecie.